# .mail
.mail est un domaine de premier niveau générique proposé par le projet The Spamhaus Project en 2004, mais non approuvé par l'Internet Corporation for Assigned Names and Numbers (ICANN).
L'objectif du domaine était de permettre aux serveurs de courrier électronique d'identifier et d'accepter de façon fiable et efficace des flux de messages exempt de pourriels.